# Stafford (Staffordshire)
Stafford is een plaats in het bestuurlijke gebied Stafford, in het Engelse graafschap Staffordshire.
Stafford was van oudsher de hoofdplaats van Staffordshire. Het ligt in de West Midlands in Engeland, ongeveer tussen Birmingham en Stoke-on-Trent in. Het oorspronkelijke stadje is langzamerhand versmolten met een aantal oorspronkelijk eromheen gelegen dorpskernen en telt nu 71.673 (2021) inwoners.
De 18e-eeuwse blijspelschrijver Richard Brinsley Sheridan heeft er enige tijd gewoond in een huis waar nu het postkantoor staat, evenals Izaak Walton (1593-1683), de auteur van het klassieke vissersboekje The Compleat Angler, wiens huisje nog te bezichtigen is.
Het ancient High House in Greengate Street is een van de restanten van een vrij ver verleden en dateert (nog net) uit de 16e eeuw.
In de vroege jaren negentig kwam Stafford onder de aandacht tijdens de hoogtijdagen van de Britse Rave. Uit de stad kwamen de acts Bizarre inc. en Altern-8, die in de periode 1991-1992 beide de Britse hitlijsten bereikten.

## Geboren
- Izaak Walton (1593-1683), schrijver
- Fran Healy (1973), Schotse muzikant (zanger, gitarist en liedjesschrijver van Travis
- Christopher Birchall (1984), Trinidad & Tobagaans voetballer